# Zlati prinašalec
Zlati prinašalec je pes, ki je bil v Angliji priznan kot pasma leta 1913. Zlati prinašalec je zaradi svoje lepote postal priljubljena pasma. Ker odlično plava, ga uporabljajo tudi v močvirnatih predelih. Dejaven je tudi v hladni vodi, ker njegova poddlaka ostane suha in topla. Kot družinski pes je nadvse potrpežljiv, miren in navezan na člane svojega krdela. Zelo rad ima otroke. 
Je odličen delovni pes, brez večjih težav se ga da izšolati po programih klasične poslušnosti (brez obrambe), uporaben za iskanje pogrešanih oseb, za iskanje ponesrečencev v ruševinah, potrebuje veliko prostosti in ukvarjanja z njim. Šolanje poteka izključno samo na motivacijo s predmetom in hrano. V višji starosti se včasih pojavlja siva mrena na očesu. Sicer je odporen in ima dolgo življenjsko dobo.

## Izvor pasme
Obstaje več teorij o izvoru, vendar pa se vsi raziskovalci nastanka pasme strinjajo, da so bili prvi zlati prinašalci registrirani na Škotskem (Guisachan) v 2. polovici 19. stoletja, pri nastanku pa so sodelovali labradorec, gladkodlaki prinašalec, irski seter in ruski rumeni pes.

## Splošen opis
- Značilnosti: Simetričen, srednje velik pes, zlatorumene barve, ki se giblje z izdatnim korakom in ima prijazen ter pozoren značaj.
- Značaj: Zaupljiv, prijazen, inteligenten in živahen.
- Glava: Primerna telesu, močna z dobro izraženim čelnim predelom (stopom) vendar brez ostrih potez. Gobec je močen, dovolj širok in globok. Dolžina obraznega dela naj bi bila enaka dolžini lobanjskega dela.
- Oči: Temno rjave barve.
- Zobovje: Močne čeljusti s pravilnim škarjastim ugrizom.
- Vrat in telo: Mišičast vrat mora biti dovolj izražen in se nadaljevati v ravno hrbtno linijo. Telo je grajeno simetrično in uravnoteženo.
- Okončine: Kosti so močne in ravne. Komolci in pete ne smejo biti obrnjene navznoter oziroma navzven. Šape so okrogle in mačje.
- Dlaka: Ravna ali valovita z gosto podlanko.
- Barva: Vsi odtenki zlate in krem barve.
- Višina: psi: 56-61 cm, psice: 51–56 cm

Zlati prinašalec je tudi primeren družinski pes ali vodič slepih ter spremljevalec drugih ljudi s hibami.Je ena izmed najbolj razširjenih pasem v svetu.V Sloveniji je po razširjenosti na drugem mestu,po priljubljenosti pa na prvem.